# Le Tampon
Le Tampon è un comune francese di 73 511 abitanti situato nel dipartimento d'oltre mare della Riunione.